# 豊口めぐみ
豊口 めぐみ（とよぐち めぐみ、1978年1月2日 - ）は、日本の女性声優。東京都町田市出身。81プロデュース所属。

## 来歴

### 生い立ち
町田市立町田第三中学校、東京都立忠生高等学校、日本工学院八王子専門学校音響芸術科卒業。
小学校高学年の頃、知り合いに薦められたアニメ『ドラゴンボール』にハマり、同作品でヤムチャ役を演じていた古谷徹のファンになる。中学2年生の頃、古谷が出演していた『ドラゴンクエスト』を見て、登場人物の物真似をするうちに、声優という仕事に興味を持つようになった。
中学卒業後は親に声優の専門学校入学を志願するが、高校に行くように言われる。高校卒業後、声優を目指して日本工学院の声優の学科での入学を目指していたが、家族に反対される。声優に少しでも関われる仕事に就きたいと考え、ラジオスタッフになるべく音響芸術科に変更する。ラジオ番組制作の実習では、主にパーソナリティを担当することで喋りの練習を積み、後のラジオトークに生かされた。

### キャリア
同校在学時、文化放送のラジオ番組『広井王子のマルチ天国』の火星ガールオーディションに応募する。中学時代からこの当時まで、いくつものオーディションを不合格になっていたため、今回で受験を最後にするつもりであった。だが、グランプリを獲得し、ラジオにレギュラー出演を果たした。その後、同ラジオで共演した千葉繁の紹介で81プロデュースへ所属することになった。同期に千葉千恵巳や柚木涼香がいる。
2000年に『マイアミ☆ガンズ』の桜小路妖役で初主役。
2007年には『カンナさん大成功です!』の主人公カンナ役の吹き替えをこなすなど、仕事の幅を広げている。翌2008年、『演劇バトルロワイヤル「ガンまげ」』に、声優として唯一ゲスト出演し、初舞台を踏む。

### 現在まで
劇作家・演出家の野坂実と演劇ユニット『東京ジャンケン』を旗揚げ。2013年5月に初公演。
2016年9月30日、事務所公式サイトにおいて、数年前に結婚していたことと、妊娠し出産準備に入るためしばらく休業することを発表した。その後、2017年1月以降から復帰している。

## 人物・特色
音域はA〜D。
『マイアミ☆ガンズ』までは割とおとなしめの役が多く、桜小路妖役のような役は演じたことがなかったため、最初は大変だったという。その後は元気系の役が増えたという。
甲高い声と低い声、その2種類の声色を使い分けている。『キングダム ハーツ バース バイ スリープ』のアクアでは「女性らしい強い女性」を演じ、「アクアの人気が出たのは豊口さんのおかげ」とディレクターに言われるほどの当たり役となった。スクウェア・エニックスのゲームでは他に『ファイナルファンタジーX-2』『キングダム ハーツII』でパインとしても出演している。
ディズニー作品では『ティンカー・ベル』のロゼッタ役や『スター・ウォーズ 反乱者たち』のヌーマ役として演じている。
実家の家族構成は両親と兄が1人。かつては視力0.3の近視で、眼鏡をかけることに煩わしさを感じていたが、レーシック手術を受けて視力を回復している。

### 嗜好・趣味
犬好きで、「さち」という名前のシーズーを飼っていたが、2012年（平成24年）5月24日の夜に息を引き取った。
大のミュージカル・演劇好き。ブログの話題の半数近くが舞台関連で占めている。月に十数本観に行くこともあり、観劇のために地方へ遠征することもしばしば。好きになったきっかけは、古谷徹が出演していたために見ていた『セーラームーン』がミュージカル化されて観に行ったことから。なお、『サクラ大戦』の舞台は初演から観ている。
好きな劇団は劇団四季。東宝ミュージカルの『レ・ミゼラブル』を観劇した際、劇団四季出身の役者が出演しており、そこから興味を持ち劇団四季の舞台を観に行って好きになったという。好きな劇団四季出身役者として久野綾希子、保坂知寿、石井一孝などをブログで挙げている。
車の運転を好んでいる。そのため、2007年（平成19年）より三間雅文音響監督が率いるカートチーム「ロボットレーシング」に参加している。自らサーキットへ赴くこともあり、2008年（平成20年）8月にはツインリンクもてぎでの7時間耐久レース『K-TAI』に参加、チームは完走を果たした。このチームには声優仲間で『ポケットモンスター ダイヤモンド&パール』にて共演する三木眞一郎（『頭文字D Fourth Stage』でも共演）、水樹奈々、浪川大輔、川上とも子、中原麻衣がメンバーとして名を連ねている。2009年（平成21年）8月にも同レースに参加したが、途中でスピンを起こし1分間のペナルティを受けた。ドライブ好きが縁で、カーアクションゲーム『ドリフトシティ・ブースト』のCMコンテスト用のボイス素材として起用されたり、トヨタ自動車からトヨタ・iQの試乗についてのインタビューを受けている。
本田美奈子.のファン。本田が亡くなる数ヶ月前、本田のCD発売イベントで、サインを貰ったことがある。また、浴衣や着物などの和服を好み、アニメイベントで着て来ることがある。

### エピソード
愛称は三石琴乃に「とよぐっち」と命名された。『おはスタ』に出ていたときの名前から「メグー（めぐぅ）」のニックネームで親しまれている。『超GALS!寿蘭』で妹役だった釘宮理恵からは「アネキ」と呼ばれ、豊口は釘宮を役名の「サヨ（沙夜）」と呼んでいる。また、釘宮と『超GALS!寿蘭』の原作者である漫画家・藤井みほなとは「ミュージカル同盟」を組んでいる。
NHK教育テレビジョン番組『わかる算数4年生』では、毎回その日のテーマにちなんだ派手な衣装で登場していた。
声優になるきっかけのひとつであるアニメ『ドラゴンクエスト』を、当時ビデオに録画できなかったことが心残りであった。後に発売されたDVD-BOXを買ったが、まだ開封していないと言う。
漫画『ときめきトゥナイト』のリメイクアニメをやりたいと考えている（同作は1982年に一度アニメ化されている）。自身の配役は神谷曜子で、主役である江藤蘭世は好き過ぎてやれないと言い、また蘭世の相手役である真壁俊をやれる声優はいないとしている。

### 他声優との関わり
テレビアニメ『いちご100%』では西野つかさを演じたが、当初、北大路さつきと西野つかさの両方のオーディションを受けていた。また、北大路さつきを演じた小林沙苗は西野つかさのオーディションを受けていた。同作品で共演した小林、能登麻美子、水樹奈々とは今でも交流が続いている。『マクロスF』で共演した田中理恵、小西克幸、井上喜久子、桑島法子、三宅健太、坂本真綾、小林沙苗と共演することが多い他、三木眞一郎、うえだゆうじ、石塚運昇、阪口大助、川上とも子、浪川大輔、朴璐美、釘宮理恵、石田彰、水樹奈々、斎賀みつき、雪野五月、藤村歩などとの共演も多い。
事務所の後輩である下屋則子と仲が良く、一緒に遊んでいる様子などがお互いのブログに掲載されている。緒方恵美プロデュースの「Magical☆Voice☆Party -silent&noisy night-」に下屋のバンドCri☆siSが出演した際、彼女の頼みで「ダイアモンド クレバス」を歌った。
かかずゆみ、折笠富美子と演劇ユニット「R＊L（ラフラフ）」を組んでおり、ドラマCDをリリースしている。また、釘宮理恵、藤井みほな（漫画家）とミュージカル同盟を組んでいる（『超GALS!寿蘭』つながり）。
大原さやかとは同じ和服・ミュージカル・演劇好きということで、収録現場で逢うと関連話（特に『レ・ミゼラブル』）で盛り上がる。
浅野まゆみ（部長）・大原さやか・折笠富美子・菊池志穂・かかずゆみらと着物部（和服部）を結成していた。活動は不定期である。
『カンナさん大成功です!』で、日本語吹き替えで初めて主役を担当した。収録現場でサンジュン（相手）役の内田夕夜の演技を目の当たりにして吹っ切れたという。また、ジョンミンの役の小島幸子が、人見知りで内田と話せなかった豊口をフォローした。
前述の通り古谷のファンだが、尊敬・目標とする声優は同じ事務所の勝生真沙子である。勝生が演じた役で好きなものは『ドラゴンクエスト』のティアラ、『トラップ一家物語』のマリア・クッチャラを挙げている。

## 活動休止の代役
産休に伴う代役は以下の通り。
| 代役       | 役名                         | 作品                                            | 後任の初出演                       | 復帰時期                                   |
| ---------- | ---------------------------- | ----------------------------------------------- | ---------------------------------- | ------------------------------------------ |
| 伊藤静     | ピュラ・ニコス               | 『RWBY』                                        | 『RWBY Volume 3』                  | 『RWBY Volume 3』日本版Blu-ray SET特典映像 |
| 伊藤静     | 東方朋子                     | 『ジョジョの奇妙な冒険 ダイヤモンドは砕けない』 | 第31話                             | なし                                       |
| 柚木涼香   | フェアリルマージ             | 『リルリルフェアリル〜妖精のドア〜』            | 第37話                             | 第49話                                     |
| 柚木涼香   | あこや                       | 『リルリルフェアリル〜妖精のドア〜』            | 第37話                             | 第51話                                     |
| 柚木涼香   | ダンテ                       | 『リルリルフェアリル〜妖精のドア〜』            | 第37話                             | 第49話                                     |
| 柚木涼香   | ラフレ                       | 『リルリルフェアリル〜妖精のドア〜』            | 第37話                             | 第49話                                     |
| 柚木涼香   | ノーム                       | 『リルリルフェアリル〜妖精のドア〜』            | 第47話                             | 『リルリルフェアリル〜魔法の鏡〜』第30話   |
| 長沢美樹   | ユラノ                       | 『かみさまみならい ヒミツのここたま』           | 第55話                             | 第75話                                     |
| 米澤円     | オルガマリー・アニムスフィア | 『Fate/Grand Order』                            | 『Fate/Grand Order -First Order-』 | なし                                       |
| 古城望     | たーちゃん                   | 『みんなDEどーもくん!』                         | 2016年放送回                       | なし                                       |
| 斎賀みつき | ダッチ・ヴェルダース         | 『ストレイン 沈黙のエクリプス』                 | シーズン3                          | なし                                       |

『スター・ウォーズ 反乱者たち』のヌーマ役は代役を立てないまま、2017年1月8日で豊口のみで復帰した。『ジョジョの奇妙な冒険 ダイヤモンドは砕けない』は豊口が復帰する前に最終回を迎えたため途中降板という形になった。『Fate/Grand Order』『みんなDEどーもくん!』は豊口復帰後も後任のキャストがそのまま引き続き起用されている。

## 出演
太字はメインキャラクター。

### テレビアニメ
1998年
- アリスSOS（アリス）
- SHADOW SKILL -影技-（女性ヴァールC）
- 虹の戦記イリス（ファラァ）

1999年
- KAIKANフレーズ（ミカコ）
- デュアル!ぱられルンルン物語（羅螺みつき / ミス・ラー）
- バーバパパ世界をまわる（バーバララ）
- 無限のリヴァイアス（市川レイコ、ラン・ラックモルデ、シャーロット・ラキュラス、サンディ・アレン、アンナ・ド・ボンバドゥール）

2000年
- ヴァンドレッド（2000年 - 2001年、パルフェ・バルブレア） - 2シリーズ
- とっとこハム太郎（マリアちゃん）
- マイアミ☆ガンズ（桜小路妖、ローズ）

2001年
- おまかせ!プルーデンスおばさん（マリーン）
- シャーマンキング（黎冥）
- 探偵少年カゲマン（2001年 - 2002年、綾小路ひなた）
- 超GALS!寿蘭（寿蘭）
- ポケットモンスター（ハルカ）

2002年
- アソボット戦記五九（ミュール）
- 機動戦士ガンダムSEED（2002年 - 2005年、ミリアリア・ハウ） - 2シリーズ
- キックオフ2002（朝倉ゆかり）
- 砂漠の海賊!キャプテンクッパ（ミネス）
- 十二国記（禎衛）
- ちょびっツ（大村裕美）
- .hack//SIGN（ミミル）
- ぷちぷり*ユーシィ（女の子B）

2003年
- AVENGER（レイラ・アシュレイ）
- アストロボーイ・鉄腕アトム（カーラ）
- 宇宙のステルヴィア（町田初佳）
- L/R -Licensed by Royal-（クレア・ペニーレイン）
- カレイドスター（まなみ）
- 京極夏彦 巷説百物語（八重）
- 金色のガッシュベル!!（マリル王女）
- スクラップド・プリンセス（エルフィティーネ）
- ストラトス・フォー（アネット・ケイリー）
- 鋼の錬金術師（2003年 - 2004年、ウィンリィ・ロックベル）
- ポケットモンスター アドバンスジェネレーション（メグミ、セーラ）

2004年
- 頭文字D Fourth Stage（2004年 - 2005年、岩瀬恭子）
- 学園アリス（宮園百合）
- ケロロ軍曹（メロディー・ハニー、メロディーヌ船長）
- 蒼穹のファフナー（真壁一騎〈幼少時代〉、ミョルニア〈真壁紅音〉）
- DearS（ルビ）
- BURN-UP SCRAMBLE（甲子園利緒）
- 爆裂天使（メグ）
- まっすぐにいこう。（小林恵）
- マリア様がみてる（2004年 - 2009年、佐藤聖） - 3シリーズ
- MONSTER（司書）

2005年
- ARIA The ANIMATION（アメリ）
- いちご100%（西野つかさ）
- ガラスの仮面（春日泰子）
- ガン×ソード（バニー）
- ガンパレード・オーケストラ（石田咲良）
- Canvas2 〜虹色のスケッチ〜（竹内麻巳）
- 機動新撰組 萌えよ剣 TV（小雪）
- サムライチャンプルー（百合）
- 地獄少女（赤坂詩織）
- ツバサ・クロニクル（2005年 - 2006年、シャルメ） - 2シリーズ
- Paradise Kiss（田辺）
- 遙かなる時空の中で-八葉抄-（茜姫）
- BLACK CAT（ミナツキサヤ）
- BLOOD+（イレーヌ）
- まじめにふまじめ かいけつゾロリ（2005年 - 2006年、ランラ、モモ）
- マシュマロ通信（カモミール）
- 南の島の小さな飛行機 バーディー（アニー）
- 名探偵コナン（2005年 - 2024年、アシスタントA、女、篠原浩子、北森靖絵、若井千秋）
- MÄR-メルヘヴン-（ギド）

2006年
- イノセント・ヴィーナス（レニー・ヴィクロー）
- ウィンターガーデン（松句さん）
- ザ・サード 〜蒼い瞳の少女〜（火乃香）
- シムーン（アルティ）
- スパイダーライダーズ 〜オラクルの勇者たち〜（レミン）
- D.Gray-man（2006年 - 2008年、ミランダ・ロットー）
- TOKYO TRIBE2（2006年 - 2007年、のり、キャンディ）
- ときめきメモリアル Only Love（大珠裕美）
- .hack//Roots（タビー）
- NANA（マリ）
- BLACK LAGOON（レヴィ） - 2シリーズ
- ポケットモンスター ダイヤモンド&パール（2006年 - 2011年、ヒカリ、ラッキー） - 1シリーズ + 特別編
- よみがえる空 -RESCUE WINGS-（熊田みづほ）
- REC（吉岡）

2007年
- エル・カザド（女性局員、メリッサ）
- 風の少女エミリー（ジュリエット）
- CLAYMORE（ソフィア）
- CODE-E（ミリス・ブリンベルケ）
- 彩雲国物語 第2シリーズ（十三姫）
- シルクロード少年 ユート（楊貴妃）
- すもももももも〜地上最強のヨメ〜（綾辻絹）
- DARKER THAN BLACK -黒の契約者-（篠田千晶）
- ハヤテのごとく!（葛葉キリカ） - 第38話の「キリカの字」（短冊）も担当
- バンブーブレード（千葉紀梨乃）
- ブザーヒーダー(日本テレビ版第2期)（BTの昔の彼女）
- Myself ; Yourself（藤村柚希）
- 魔人探偵脳噛ネウロ（絵石家由香）
- 流星のロックマン（鳳姫香）

2008年
- アリソンとリリア（アックス）
- 仮面のメイドガイ（フブキ）
- 銀魂（妹〈うらら〉）
- ゴルゴ13（シンディ）
- スケアクロウマン（スーザン）
- スティッチ!（ドローレス）
- To LOVEる -とらぶる-（娘）
- 秘密 〜The Revelation〜（デボラ・リード）
- BLUE DRAGON 天界の七竜（ロッタレース）
- マクロスF（クラン・クラン）
- 無限の住人（百琳）
- Mission-E（ミリス・ブリンベルケ）
- ワールド・デストラクション 〜世界撲滅の六人〜（アヤ）

2009年
- まりあ†ほりっく（2009年 - 2011年、熊谷芙美） - 2シリーズ
- アキカン!（木崎愛鈴）
- VIPER'S CREED（カリヤ・サクラコ）
- クロスゲーム（月島一葉）
- 聖剣の刀鍛冶（アリア)
- NEEDLESS（楼閣寺離瑠、美咲）
- PandoraHearts（ロッティ）
- Phantom 〜Requiem for the Phantom〜（稲田比呂乃）
- プリンセスラバー!（シルヴィア＝ファン・ホッセン）
- RIDEBACK -ライドバック-（上村しょう子）

2010年
- RAINBOW-二舎六房の七人-（横須賀メグ）
- ひめチェン!おとぎちっくアイドル リルぷりっ（岡田南）
- 一騎当千 XTREME XECUTOR（孟優）
- NARUTO -ナルト- 疾風伝（2010年 - 2013年、ホタル）
- メジャー 第6シリーズ（エミリー・ファーガソン）
- 心霊探偵 八雲（土方真琴）

2011年
- IS 〈インフィニット・ストラトス〉（2011年 - 2013年、織斑千冬） - 2シリーズ
- GOSICK -ゴシック-（クィアラン）
- スイートプリキュア♪（2011年 - 2012年、セイレーン / 黒川エレン / キュアビート）
- SKET DANCE（矢場沢萌）
- 戦国乙女〜桃色パラドックス〜（織田ノブナガ）
- ドラえもん（テレビ朝日版第2期）（織姫）
- ぬらりひょんの孫 千年魔京（冷麗）
- Fate/Zero（2011年 - 2012年、ソラウ・ヌァザレ・ソフィアリ） - 2シリーズ
- BLEACH（毒ヶ峰リルカ）
- へうげもの（おせん）

2012年
- 境界線上のホライゾンII（グレイス・オマリ、三科・大）
- 咲-Saki- 阿知賀編 episode of side-A（渋谷尭深）
- さくら荘のペットな彼女（千石千尋）
- ソードアート・オンライン（ロザリア）
- たまごっち! シリーズ（2012年 - 2015年、キラリっち） - 3シリーズ
- ポケットモンスター ベストウイッシュ シーズン2（ヒカリ）
- ヨルムンガンド（Dr.マイアミ〈天田南〉） - 2シリーズ

2013年
- 神のみぞ知るセカイ 女神篇（ノーラ）
- 閃乱カグラ（2013年 - 2018年、春花） - 2シリーズ
- ダンガンロンパ 希望の学園と絶望の高校生 The Animation（江ノ島盾子）

2014年
- ガールフレンド（仮）（重藤秋穂）
- クロスアンジュ 天使と竜の輪舞（マギー）
- そにアニ -SUPER SONICO THE ANIMATION-（紀本さやか）
- ディーふらぐ!（稲田堤）
- 幕末Rock（お龍）
- ハナヤマタ（サリー先生〈常盤沙里〉）
- ハピネスチャージプリキュア!（キュアビート）
- マギ The kingdom of magic（イレーヌ＝スミノルフ）
- 魔法科高校の劣等生（司波小百合）
- Re:␣ ハマトラ（ベッキーナ）

2015年
- ニセコイ:（桐崎華）
- プラスティック・メモリーズ（桑乃実カヅキ）
- ヤング ブラック・ジャック（青山）
- 乱歩奇譚 Game of Laplace（トキコ）

2016年
- かみさまみならい ヒミツのここたま（ユラノ）
- 機動戦士ガンダムUC RE:0096（ミヒロ・オイワッケン）
- 境界のRINNE（教師の霊）
- 坂本ですが?（ユイ）
- ジョジョの奇妙な冒険 ダイヤモンドは砕けない（東方朋子〈初代〉）
- ダンガンロンパ3 -The End of 希望ヶ峰学園-（江ノ島盾子、戦刃むくろ） - 2シリーズ
- ハイスクール・フリート（古庄薫）
- B-PROJECT〜鼓動*アンビシャス〜（2016年 - 2019年、ヨーコ鈴木） - 2シリーズ
- リルリルフェアリル（2016年 - 2018年、フェアリルマージ、ラフレ、ダンテ、あこや、ノーム 他） - 3シリーズ

2017年
- アイドル事変（向井かずみ）
- 笑ゥせぇるすまんNEW（古鹿万美）
- トミカハイパーレスキュー ドライブヘッド 機動救急警察（車田久美子）
- ドリフェス!R（颯太ママ）
- このはな綺譚（沫那美）

2018年
- BEATLESS（コリデンヌ・ルメール少佐） - 2シリーズ
- ウマ娘 プリティーダービー（2018年 - 2023年、東条ハナ） - 3シリーズ
- 七星のスバル（アルビダ）
- レイトン ミステリー探偵社 〜カトリーのナゾトキファイル〜（カミラ・エイザーン）
- 転生したらスライムだった件（2018年 - 2024年、大賢者→智慧之王） - 4シリーズ

2019年
- 同居人はひざ、時々、頭のうえ。（トラ姉さん）
- 勇気の花がひらくとき やなせたかしとアンパンマンの物語（のぶ）
- ぱすてるメモリーズ（B子）
- 彼方のアストラ（オリーヴ・ラファエリ）
- ぼくたちは勉強ができない!（烏丸）

2020年
- ハクション大魔王2020（鬼山田教官）
- シャドウバース（2020年 - 2023年、ビビアン・ジュスティーヌ） - 2シリーズ
- 炎炎ノ消防隊（2020年 - 2025年、アーサーの母） - 2シリーズ
- ド級編隊エグゼロス（ギタイ蟲）
- 魔女の旅々（ローズマリー）

2021年
- アイ★チュウ（朝比奈柚希〈プロデューサー〉）
- 無職転生 〜異世界行ったら本気だす〜（ギレーヌ・デドルディア） - 2シリーズ
- 転生したらスライムだった件 転スラ日記（大賢者）
- Fairy蘭丸〜あなたの心お助けします〜（うるう母）
- シャドーハウス（2021年 - 2022年、スザンナ / スージー） - 2シリーズ
- ドラゴン、家を買う。（ラミアー）
- ポケットモンスター（2021年 - 2022年、ヒカリ）
- マブラヴ オルタネイティヴ（2021年 - 2022年、駒木咲代子） - 2シリーズ
- 王様ランキング（2021年 - 2023年、カゲ母） - 2シリーズ
- 鬼滅の刃 無限列車編（煉󠄁獄瑠火）

2022年
- ふしぎ駄菓子屋 銭天堂（明石綾子）
- RWBY 氷雪帝国（ピュラ・ニコス）

2023年
- REVENGER（安曇屋の妾）
- The Legend of Heroes 閃の軌跡 Northern War（サラ・バレスタイン）
- デッドマウント・デスプレイ（イーズリーズ・ソルドフレイル） - 2シリーズ
- 君は放課後インソムニア（伊咲の母）
- 七つの魔剣が支配する（バネッサ＝オールディス）
- 薬屋のひとりごと（2023年 - 2025年、紅娘） - 2シリーズ
- 私の推しは悪役令嬢。（ミリア＝フランソワ）
- ドッグシグナル（2023年 - 2024年、三宅さん）

2024年
- 最弱テイマーはゴミ拾いの旅を始めました。（フルフェ）
- 逃走中 グレートミッション（キャリー）
- THE NEW GATE（トリア・スアリス）
- 俺は全てを【パリイ】する 〜逆勘違いの世界最強は冒険者になりたい〜（ミアンヌ）
- BLEACH 千年血戦篇-相剋譚-（毒ヶ峰リルカ）

2025年
- マジック・メイカー 〜異世界魔法の作り方〜（エマ）
- カードファイト!! ヴァンガード Divinez（六王院ユリネ）
- 甘神さんちの縁結び（瓜生の母）
- 遊☆戯☆王ゴーラッシュ!!（丘・サー・ファー子）
- アン・シャーリー（ペンデクスター夫人）
- 瑠璃の宝石（瑠璃の母）

### 劇場アニメ
2000年代
- 死びとの恋わずらい（2001年、田中鈴江）
- パルムの樹（2002年、ポポ）
- 劇場版 鋼の錬金術師 シャンバラを征く者（2005年、ウィンリィ・ロックベル）
- 超劇場版ケロロ軍曹（2006年、メロディーハニー）
- 劇場版ポケットモンスター ダイヤモンド&パール ディアルガVSパルキアVSダークライ（2007年、ヒカリ）
- 劇場版ポケットモンスター ダイヤモンド&パール ギラティナと氷空の花束 シェイミ（2008年、ヒカリ）
- 劇場版ポケットモンスター ダイヤモンド&パール アルセウス 超克の時空へ（2009年、ヒカリ）
- 劇場版 マクロスF（2009年 - 2011年、クラン・クラン） - 2作品
- 超劇場版ケロロ軍曹 撃侵ドラゴンウォリアーズであります!（2009年、メロディーハニー）
- レイトン教授と永遠の歌姫（2009年、アムリー・ルース）

2010年代
- 劇場版ポケットモンスター ダイヤモンド&パール 幻影の覇者 ゾロアーク（2010年、ヒカリ）
- 蒼穹のファフナー HEAVEN AND EARTH（2010年、真壁紅音）
- 映画 スイートプリキュア♪ とりもどせ! 心がつなぐ奇跡のメロディ♪（2011年、黒川エレン / キュアビート）
- 映画 プリキュアオールスターズNewStage みらいのともだち（2012年、黒川エレン / キュアビート）
- ドットハック セカイの向こうに（2012年、有城日和）
- マクロスFB7 オレノウタヲキケ!（2012年、クラン・クラン）
- 映画 プリキュアオールスターズNewStage2 こころのともだち（2013年、黒川エレン / キュアビート）
- PERSONA3 THE MOVIE（2013年 - 2016年、岳羽ゆかり） - 4作品
- 映画 かみさまみならい ヒミツのここたま 奇跡をおこせ♪ テップルとドキドキここたま界（2017年、ユラノ）
- ずんだホライずん（2017年、暗黒大将軍）
- 映画 HUGっと!プリキュア♡ふたりはプリキュア オールスターズメモリーズ（2018年、黒川エレン / キュアビート）
- 劇場版 誰ガ為のアルケミスト（2019年、永坂響香）

2020年代
- 劇場版 ハイスクール・フリート（2020年、古庄薫）
- 劇場版 鬼滅の刃 無限列車編（2020年、煉獄瑠火）
- EUREKA/交響詩篇エウレカセブン ハイエボリューション（2021年、ルリ・フレイム）
- 劇場短編マクロスF 〜時の迷宮〜（2021年、クラン・クラン）
- 劇場版 転生したらスライムだった件 紅蓮の絆編（2022年、智慧之王）
- デジモンアドベンチャー02 THE BEGINNING（2023年、ルイの母親）
- 機動戦士ガンダムSEED FREEDOM（2024年、ミリアリア・ハウ）
- 大室家 dear friends（2024年、大室家の母）
- 劇場版プロジェクトセカイ 壊れたセカイと歌えないミク（2025年、まふゆの母）

### OVA
1998年
- ONE PIECE 倒せ!海賊ギャンザック（ナミ）

2000年
- サンゴの海と王子（人魚）

2001年
- ジョジョの奇妙な冒険 ADVENTURE（ホル・ホースの女）

2002年
- アーケードゲーマーふぶき（メロディー・ハニー）

2003年
- .hack//GIFT（ミミル）

2004年
- ストラトス・フォーX（アネット・ケイリー）
- いちご100% 恋が始まる!? 撮影合宿 〜ゆれるココロが東へ西へ〜（西野つかさ）
- コゼットの肖像（真滝翔子）

2005年
- ストラトス・フォー ADVANCE（アネット・ケイリー）
- 『いちご100%』オリジナルDVD（西野つかさ）
- きらめき☆プロジェクト（2005年 - 2006年、ネネ）
- ファイナルファンタジーVII アドベントチルドレン（2005年 - 2009年、イリーナ） - 2作品
- ラストオーダー ファイナルファンタジーVII（タークス〈短銃〉）

2006年
- sin in the rain（木村由）
- ストラトス・フォー ADAANCE 完結編（アネット・ケイリー）
- マリア様がみてる 3rdシーズン（佐藤聖）

2007年
- 頭文字D BATTLE STAGE 2（岩瀬恭子）
- .hack//G.U. Returner（タビー、朔望）
- 爆裂天使-INFINITY-（メグ）
- MURDER PRINCESS（セシリア）

2008年
- .hack//G.U. TRILOGY
- マリア様がみてる OVA ファンディスク（佐藤聖）

2009年
- アキカン!（木崎愛鈴）

2010年
- 機動戦士ガンダムUC（ミヒロ・オイワッケン）
- BLACK LAGOON Roberta's Blood Trail（レヴィ）

2011年
- IS 〈インフィニット・ストラトス〉 アンコール 恋に焦がれる六重奏（織斑千冬）
- 戦場のヴァルキュリア3 誰がための銃瘡（ロージー）

2012年
- 神のみぞ知るセカイOVA 天理篇（ノーラ） - 単行本19巻特別版

2014年
- IS 〈インフィニット・ストラトス〉2 ワールド・パージ編（織斑千冬）

2015年
- 閃乱カグラ ESTIVAL VERSUS -水着だらけの前夜祭-（春花）

2018年
- ウマ娘 プリティーダービー BNWの誓い（2018年、東条ハナ）

2019年
- 転生したらスライムだった件 OAD（2019年 - 2020年、大賢者） - 漫画版第12 - 16巻限定版付属

### Webアニメ
- ファイトリーグ ギア・ガジェット・ジェネレーターズ（2019年、スパナ[101]）
- パワフルプロ野球 パワフル高校編（2021年、加藤理香）
- ポケットモンスター 神とよばれし アルセウス（2022年、ヒカリ）
- 転生したらスライムだった件 コリウスの夢（2023年、大賢者[102]）
- 25時、ナイトコードで。- Journey to Bloom『SELF』（2023年、まふゆ母）

### ゲーム
1997年
- POWER DoLLS 2（ミチコ・ネイデル）

1998年
- ウィザーズハーモニーR（ラディ＝セレナ）
- 火星物語（セイラ〈少女Y〉）
- Dance!Dance!Dance!（ジェニファー）
- 超魔神英雄伝ワタル ANOTHER STEP（メグ）

1999年
- 北へ。シリーズ（里中梢）
  - White Illumination
  - Photo Memories

- グローランサー（ティピ）
- 約束の絆（秋月静香）

2000年
- 燃えろ!ジャスティス学園（委員長）

2001年
- トゥルーラブストーリー3（工藤翼子）

2002年
- 頭文字D ARCADE STAGE シリーズ（岩瀬恭子）
- .hack//悪性変異 Vol.2（ミミル）
- .hack//侵食汚染 Vol.3（ミミル）
- 雪語り（新倉明日香）

2003年
- グローランサーIV（使い魔D-TP型）
- .hack//絶対包囲 Vol.4（ミミル）
- ファイナルファンタジーX-2（パイン）

2004年
- ヴァンパイアパニック（市民）
- 宇宙のステルヴィア（町田初佳）
- SDガンダム GGENERATION（2004年 - 2019年、ミヒロ・オイワッケン、ミリアリア・ハウ、山吹樹里〈SEED〉、マイキャラクターボイス女性4〈GENESIS〉） - 6作品
- 解決!オサバキーナ（花崎あぶみ、アバキマクリーヌ）
- 機動戦士ガンダムSEED 終わらない明日へ（ミリアリア・ハウ）
- ステラデウス（アドニス）
- DearS（ルビ）
- 鋼の錬金術師2 赤きエリクシルの悪魔（ウィンリィ・ロックベル）
- 鋼の錬金術師 ドリームカーニバル（ウィンリィ・ロックベル）
- ベルセルク 千年帝国の鷹篇 聖魔戦記の章（シャルル）
- マグナカルタ（ジャスティーナ・ボン）
- Remember11 -the age of infinity-（黛鈴）

2005年
- いちご100% ストロベリーダイアリー（西野つかさ）
- エウレカセブン TR1:NEW WAVE（ルリ）
- キングダムアンダーファイア 〜ザ・クルセイダーズ〜（モレーヌ・ストリデン）
- キングダム ハーツII（パイン）
- CROSS WORLD 見知らぬ空のエターティア（シースメイル・フィルナー・リース）
- 新天魔界 ジェネレーション オブ カオスV（キュロロ）
- 第3次スーパーロボット大戦α 終焉の銀河へ（ミリアリア・ハウ）
- 鋼の錬金術師3 神を継ぐ少女（ウィンリィ・ロックベル）
- 鋼の錬金術師 デュアルシンパシー 二人の絆（ウィンリィ・ロックベル）
- 半熟英雄4 〜7人の半熟英雄〜（カトリイヌ）

2006年
- あそびにいくヨ! 〜ちきゅうぴんちのこんやくせんげん〜（金武城真奈美）
- エウレカセブン NEW VISION（ルリ）
- ガンパレード・オーケストラ（石田咲良）
- 式神の城III（霧島零香）
- .hack//G.U.（2006年 - 2017年、朔望、タビー） - 4作品
- ぷらすぷらむ2（マナ）
- ペルソナ3（岳羽ゆかり）
- 龍刻 RYU-KOKU（安部セツナ）
- レッスルエンジェルス SURVIVOR（永原ちづる、葛城早苗）
- REC☆ドキドキ声優パラダイス☆（吉岡マネージャー）

2007年
- SIMOUN 異薔薇戦争〜封印のリ・マージョン〜（アルティ、キャンディス）
- シャイニング・フォース イクサ（リームシアン・ラ・ヴァース）
- 召喚少女 〜ElementalGirl Calling〜（アスレイ・グエイン）
- スターオーシャン1 First Departure（フィア・メル）
- D.Gray-man 神の使徒達（ミランダ・ロットー）
- 幕末恋華・花柳剣士伝（おこう）
- BALDR BULLET EQUILIBRIUM（ユウハ・テーゼラック）
- ペルソナ3 フェス（岳羽ゆかり）
- Myself ; Yourself（藤村柚希）

2008年
- スーパーロボット大戦Z（ミリアリア・ハウ）
- 戦場のヴァルキュリア（ロージー / ブリジット・シュターク）
- D.Gray-man 奏者ノ資格（ミランダ・ロットー）
- 花より男子 恋せよ女子!（牧野つくし）
- Φなる・あぷろーち2 〜1st priority〜（高坂輝弥）
- ファンタシースターポータブル（ヴィヴィアン）
- 放課後は白銀の調べ（日下綾乃）
- 放課後は白銀の調べ〜急急如律令〜（日下綾乃）
- ポンコツ浪漫大活劇バンピートロット ビークルバトルトーナメント（ポーラ）
- マクロスエースフロンティア（クラン・クラン）
- 桃色大戦ぱいろん（奈緒）
- レッスルエンジェルス SURVIVOR 2（永原ちづる、森嶋亜里沙）

2009年
- 仮面のメイドガイ ボヨヨンバトルロワイヤル（フブキ）
- サイキン恋シテル?（かなむ）
- シャイニング・フォース クロス（リリス）
- スターオーシャン4 -THE LAST HOPE-（メリクル / メリクル・シャムロット）
- バンブーブレード〜“それから”の挑戦〜（千葉紀梨乃）
- ファンタシースターポータブル2（ヴィヴィアン）
- ペルソナ3 ポータブル（岳羽ゆかり）
- ポケパークWii 〜ピカチュウの大冒険〜
- Myself ; Yourself それぞれのfinale（藤村柚希）
- マクロスアルティメットフロンティア（クラン・クラン）

2010年
- Another Century's Episode:R（クラン・クラン）
- 機動戦士ガンダム エクストリームバーサス（2010年 - 2016年、ミリアリア・ハウ） - 4作品
- キングダム ハーツ バース バイ スリープ（アクア）
- スターオーシャン4 -THE LAST HOPE- INTERNATIONAL（メリクル / メリクル・シャムロット）
- ダンガンロンパ 希望の学園と絶望の高校生（江ノ島盾子）
- .hack//Link（ミミル、タビー、朔望）
- 4じてん。 四字熟王立学院中等部 定期試験（快刀・乱麻）
- ラストランカー（イゴリダ）

2011年
- アンジェリーク 魔恋の六騎士（マリア）
- キングダム ハーツ バース バイ スリープ ファイナル ミックス（アクア）
- グローランサーIV オーバーリローデッド（使い魔D-TP型）
- セブンスドラゴン2020（堂島凛、キャラメイクボイス）
- 閃乱カグラ -少女達の真影-（春花）
- 第2次スーパーロボット大戦Z 破界篇 / 再世篇（2011年 - 2012年、クラン・クラン） - 2作品
- とある科学の超電磁砲（実生好子）
- ファイナルファンタジー零式（クンミ）
- ファンタシースターポータブル2 インフィニティ（ヴィヴィアン）
- マクロストライアングルフロンティア（クラン・クラン）
- 魔人と失われた王国（ラトゥミカイク）
- ラストストーリー（セイレン）
- マビノギ英雄伝（ベラ）

2012年
- ガールフレンド（仮）（2012年 - 2024年、重藤秋穂）
- キングダム ハーツ 3D ［ドリーム ドロップ ディスタンス］（アクア）
- スーパーダンガンロンパ2 さよなら絶望学園（江ノ島盾子）
- 閃乱カグラ Burst -紅蓮の少女達-（春花）
- Phantom -PHANTOM OF INFERNO-（稲田比呂乃） - Xbox 360版
- PROJECT X ZONE（リームシアン・ラ・ヴァース）
- ルートダブル -Before Crime * After Days-（椿山恵那）
- 鉄拳タッグトーナメント2（州光）
- とびたて!超時空トラぶる花札大作戦（ソラウ・ヌァザレ・ソフィアリ）

2013年
- 英雄伝説 閃の軌跡（サラ・バレスタイン）
- ルートダブル -Before Crime * After Days- Xtend edition（椿山恵那）
- 境界線上のホライゾン PORTABLE（三科・大、グレイス・オマリ）
- 咲-Saki- 阿知賀編 episode of side-A Portable（渋谷尭深）
- さくら荘のペットな彼女（千石千尋）
- 神撃のバハムート（ナイトメア）
- スーパーロボット大戦UX（クラン・クラン）
- セブンスドラゴン2020-II（ムラクモ、リン）
- 閃乱カグラ SHINOVI VERSUS -少女達の証明-（春花）
- ダンガンロンパ1・2 Reload（江ノ島盾子）
- 地球壊滅的B級カノジョ
- Fate/Zero The Adventure（ソラウ・ヌァザレ・ソフィアリ）
- Princess Arthur（ニムエ）
- ペルソナ4 ジ・アルティマックス ウルトラスープレックスホールド（岳羽ゆかり）
- マクロス30 銀河を繋ぐ歌声（クラン・クラン）

2014年
- アサシン クリード ユニティ（エリス・デ・ラ・セール）
- 英雄伝説 閃の軌跡 II（サラ・バレスタイン）
- 俺の屍を越えてゆけ2（ささらノお焔、黄金ノ二荒、那由多ノお雫、ほろ酔い桜、お輪）
- キングダム ハーツ HD 2.5 リミックス（アクア、パイン）
- グリモア〜私立グリモワール魔法学園〜（朝比奈龍季）
- 翠星のガルガンティア ONLINE FLEET（ロザリンド）
- スーパーロボット大戦OGサーガ 魔装機神F COFFIN OF THE END（フィリス・ジャラヴ）
- 絶対絶望少女 ダンガンロンパ Another Episode（シロクマ / クロクマ / 江ノ島盾子）
- 閃乱カグラ2 -真紅-（春花）
- 大乱走ダッシュor奪取!!（美南見・H・友璃香）
- 第3次スーパーロボット大戦Z 時獄篇 / 天獄篇（2014年 - 2015年、ミヒロ・オイワッケン、クラン・クラン） - 2作品
- デカ盛り 閃乱カグラ（春花）
- 幕末Rock（お龍）
- ハナヤマタ よさこいLIVE!（サリー先生）
- ファントム オブ キル
- ペルソナQ シャドウ オブ ザ ラビリンス（岳羽ゆかり）
- マビノギ英雄伝（ベラ）
- ロストディメンション（ナギ・シシオウカ）

2015年
- ゼノブレイドクロス（マードレス）
- クロスアンジュ 天使と竜の輪舞tr.（マギー）
- Goes!（会澤ルカ）
- 咲-Saki- 全国編（渋谷尭深）
- ジョジョの奇妙な冒険 アイズオブヘブン（ホット・パンツ）
- スーパーロボット大戦BX（ミヒロ・オイワッケン、クラン・クラン）
- 閃乱カグラ ESTIVAL VERSUS -少女達の選択-（春花）

2016年
- UPPERS（梅光園芹菜)
- クイズRPG 魔法使いと黒猫のウィズ（2016年 - 2018年、クラン・クラン、ギュゼル・カルヴェジ）
- Shadowverse（エンシェントアルケミスト、ドラゴニュートプリンセス、ナイトメア、教会の護り手、神託の貴族）
- スターオーシャン:アナムネシス（フィア・メル、メリクル・シャムロット）
- チェインクロニクル（カラミティ）
- プラスティック・メモリーズ（桑乃実カヅキ）
- ファンタシースターオンライン2（2016年、ヴィヴィアン / 女性追加ボイス66・174・222、女性C追加ボイス66・174・222）

2017年
- キングダム ハーツ HD 2.8 ファイナル チャプター プロローグ（アクア）
- ニューダンガンロンパV3 みんなのコロシアイ新学期（江ノ島盾子）
- スーパーロボット大戦V（ミヒロ・オイワッケン）
- 閃乱カグラ PEACH BEACH SPLASH（春花）
- 英雄伝説 閃の軌跡 III（サラ・バレスタイン）
- スターオーシャン4 -THE LAST HOPE- 4K & Full HD Remaster（メリクル / メリクル・シャムロット）
- シノビマスター 閃乱カグラ NEW LINK（春花）

2018年
- 閃乱カグラ Burst Re:Newal（春花）
- 戦場のヴァルキュリア4（ロージー）※DLC追加キャラクター
- 白猫プロジェクト（フィオナ・オルブライト）
- プリキュア つながるぱずるん（黒川エレン / キュアビート）
- CARAVAN STORIES（ヴェロニカ）
- ペルソナ3 ダンシング・ムーンナイト（岳羽ゆかり）
- 機動戦士ガンダム エクストリームバーサス2（2018年 - 2025年、ミリアリア・ハウ） - 4作品
- ペルソナQ2 ニュー シネマ ラビリンス（岳羽ゆかり）
- ぷよぷよ!!クエスト（岳羽ゆかり）
- オーディンクラウン（ヴァネッサ）
- 英雄伝説 閃の軌跡IV -THE END OF SAGA-（サラ・バレスタイン）

2019年
- キングダム ハーツIII（アクア）
- キャサリン・フルボディ（キャサリン〈純情系ギャル〉）
- ハイスクール・フリート 艦隊バトルでピンチ!（古庄薫）
- ブラウンダスト（ケイラン）
- 鬼ノ哭ク邦（イザナ）
- ドラゴンクエストXI 過ぎ去りし時を求めて S（ケトス、ぱふぱふ娘〈エドゥリス〉）
- WAR OF THE VISIONS ファイナルファンタジー ブレイブエクスヴィアス 幻影戦争（ヴィクトラ）
- 艦隊これくしょん -艦これ-（2019年 - 2022年、神州丸、秋霜）
- スターオーシャン1 First Departure R（フィア・メル）

2020年
- キングダムオブヒーロー（エスペランサ）
- キングダム ハーツ メロディ オブ メモリー（アクア）
- グランブルーファンタジー（2020年 - 2024年、シュラ、智慧之王〈ラファエル〉）
- IdentityV 第五人格（江ノ島盾子）
- ブリガンダイン ルーナジア戦記（ケイト）
- eBASEBALLパワフルプロ野球2020（加藤理香 / ゲドーくん）
- 英雄伝説 創の軌跡（サラ・バレンスタイン）
- ワールズエンドクラブ（ジェンヌ）
- シャドウバース チャンピオンズバトル（ビビアン・ジュスティーヌ）

2021年
- LOST JUDGMENT 裁かれざる記憶（間宮由衣）
- 鬼滅の刃 ヒノカミ血風譚（煉󠄁獄瑠火）
- 転生したらスライムだった件 魔王と竜の建国譚（2021年 - 2023年、大賢者）
- ドラゴンクエストX 天星の英雄たち オンライン（天使長ミトラー）
- アナザーエデン 時空を超える猫（キッド）

2022年
- eBASEBALLパワフルプロ野球2022（加藤理香 / ゲドーくん）
- EVE ghost enemies（シェリィ・メア）
- ユグドラ・レゾナンス（イスカ）
- 聖剣伝説 ECHOES of MANA（レディ・モティ）

2023年
- モンスターストライク（2023年 - 2025年、大賢者 / 智慧之王、ディアボロス）
- プロジェクトセカイ カラフルステージ! feat. 初音ミク（まふゆの母）

2024年
- ペルソナ3 リロード（岳羽ゆかり）
- ファイナルファンタジーVII リバース（イリーナ）
- REYNATIS/レナティス（須田アリス）
- レゾナンス:無限号列車（フラン）

2025年
- ゼノブレイドクロス ディフィニティブエディション（マードレス）
- 妖怪ウォッチ ぷにぷに（ギレーヌ）

### 吹き替え

#### 映画
2000年代
- アドヴェンチャー・オブ・シンドバッドシリーズ（2004年、メイブ〈ジャクリーン・コーレン〉）
- レイク・デッド/ケインとアベル（2008年、ケリー〈ケルシー・ウェディーン〉）
- スノー・バディーズ 小さな5匹の大冒険（2009年）
- 寝取られ男のラブ♂バカンス（2009年、リズ・ブレッター〈リズ・カッコウスキー〉）

2010年代
- カンナさん大成功です!（2010年、カンナ〈キム・アジュン〉）
- みんな私に恋をする（2010年、ベス〈クリスティン・ベル〉）
- アメリカン・グラフィティ（2011年、ペグ〈キャスリーン・クインラン〉）※BD版
- ビッグママ・ハウス3（2011年、ジャスミン・リー〈ポーシャ・ダブルデイ〉）
- イケてる私とサエない僕（2012年、エイミー〈サーシャ・ピーターズ〉）
- キューティ・ブロンド3（2012年、アニー〈カミラ・ロッソ〉）
- 12 ラウンド/リローデッド（2013年、サラ〈シンディ・バズビー〉）
- ハワード・ザ・ダック/暗黒魔王の陰謀（2019年、カル〈ドミニク・ダヴァロス〉）※VOD版
- ANON アノン（2019年、アノン〈アマンダ・サイフリッド〉）

2020年代
- ホール・イン・ザ・グラウンド（2020年、セーラ・オニール〈サーナ・カーズレイク〉）
- ブラック・クローラー（2021年、ジェン〈ジェシカ・マクナミー〉）
- シティーコップ 余命30日?!のヒーロー（2021年、ステファニー〈ヴァネッサ・ギード〉）
- エクスペンダブルズ ニューブラッド（2024年、ラッシュ〈レヴィ・トラン〉）

#### テレビドラマ
- グレイズ・アナトミー5 #17
- グレイズ・アナトミー6（クララ・ファーガソン）#1、2
- クリミナル・マインド FBI行動分析課 シーズン9#2
- コールドケース7 ザ・ファイナル（フェリシア・グラント）#21
- 殺人を無罪にする方法（レベッカ・サッター〈ケイティ・フィンドレイ〉）
- CSI:ニューヨーク4 #18
- ストレイン 沈黙のエクリプス（ダッチ・ヴェルダーズ〈ルタ・ゲドミンタス〉）
- スポットライト #6、8
- ソロリティΦフォーエバー（タリン）
- となりの美男（チャ・ドフィ〈パク・スジン〉）
- NIKITA / ニキータ（アレックス〈リンジー・フォンセカ〉）
- パンチ 〜余命6ヶ月の奇跡〜（シン・ハギョン〈キム・アジュン〉）
- THE FLASH/フラッシュ（ベティ・サン・スーシー/プラスティクゥ）
- マット・ルブランの元気か〜い?ハリウッド!（モーニング・ランドルフ）
- マンハッタンに恋をして 〜キャリーの日記〜（マギー〈ケイティ・フィンドレイ〉）
- Revengeシーズン4（ルイーズ）

#### アニメ
- アイス・エイジシリーズ（エリー）
  - アイス・エイジ3/ティラノのおとしもの
  - アイス・エイジ クリスマス
  - アイス・エイジ4/パイレーツ大冒険
  - アイス・エイジ5/止めろ! 惑星大衝突
  - アイス・エイジ バックの大冒険
- イソップ座へようこそ!（ライビット）[187]
- 時光代理人 -LINK CLICK-（林貞）
- シュレックシリーズ（フィオナ姫）
  - シュレック 泥んこコレクション
  - シュレックの愉快なクリスマス
- スター・ウォーズシリーズ
  - スター・ウォーズ 反乱者たち（ヌーマ）[188]
  - LEGO スター・ウォーズ/フリーメーカーの冒険
- スティーブン・ユニバース（サードニクス）
- ぞうのババール（フローラ）
  - ババール ぞうの国の王様（フローラ）
- ティーンタイタンズ 東京で大ピンチ!（ニャーニャ）
- ティンカー・ベル シリーズ（ロゼッタ）
  - ティンカー・ベル
  - ティンカー・ベルと月の石
  - ティンカー・ベルと妖精の家
  - ピクシー・ホロウ・ゲームズ 妖精たちの祭典
  - ティンカー・ベルと輝く羽の秘密
  - ティンカー・ベルとネバーランドの海賊船
  - ティンカー・ベルと流れ星の伝説
- トムとジェリーシリーズ
  - トムとジェリー オズの魔法使（グリンダ）
  - トムとジェリー スパイ・クエスト（キャロル）
- トランスフォーマー アニメイテッド（プロフェッサー・プリンセス）
- ブーンドックス（クリスタル）
- マドレーヌといっしょに（ダニエル、スー・リー）
- Rwby（ピュラ・ニコス[189]）
- ラマだった王様 学校へ行こう!（モクシー）
- LEGO ピクサー:ブリックトゥーンズ #2（メリダ）

### ビデオ
- GameWaveDVD vol9（2001年5月30日号）〜vol20（2002年4月30日号）豊口めぐみのあした晴れリーナ（仮）
- GameWaveDVD vol19（2002年3月30日号）はじめてのFFXIβ版
- SUPER VOICE WORLD 夢と自由とハプニング DVD
- ファミ通WaveDVD 2003年7月号〜8月号 FFXチャンネル特別企画 FFX-2クイズ ユリパのリーダーは誰だ!
- ファミ通WaveDVD 2004年3月号〜6月号 真のヒロインは誰だ!? FFX-2クイズ ユ・リ・パ ラストバトル!
- ファミ通WaveDVD 2004年12月号〜2005年5月号 豊口の間
- ファミ通WaveDVD 2005年6月号〜2006年4月号 豊口めぐみのあした晴れリーナ
- ファミ通DVDビデオ「豊口めぐみの明日晴れリーナ」
- 演劇バトルロワイヤル「ガンまげ」DVD
- イベントDVD「マリア様がみてる 秋のリリアン祭 第二部」
- 「サクラ大戦」紐育星組ショウ2014〜お楽しみはこれから〜 DVD

### テレビ番組
- おはスタ（テレビ東京、ナビゲーター「メグー」）
- 金曜アニメ館（NHK BS2）
- BSマンガ夜話（NHK BS2、アシスタント）
- どーもの時間（NHK BS2）
- どーもスポット・Domo TV（NHK、マスコットキャラクター「たーちゃん」）
- BSどーもくんワールド（NHK BS2、マスコットキャラクター「たーちゃん」）
- BSななみDEどーも!（NHK BS2、マスコットキャラクター「たーちゃん」）
- みんなDEどーもくん!（NHK BSプレミアム、マスコットキャラクター「たーちゃん」）
- ワンワンパッコロ!キャラともワールド（NHKBSプレミアム、NHKマスコットキャラクター「たーちゃん」）
- スーパーJチャンネル（テレビ朝日）
- わかる算数 4年生（NHK教育テレビ、ナビゲーター、ナレーション）
- わかる算数 5年生（NHK教育テレビ、ナレーション）
- あなたも挑戦!ことばゲーム（NHK総合テレビ、マスコットキャラクター「にのきん」）
- キッズ天国（テレビ東京）
- 美声女優 #1（エンタ!371、ゲスト）
- まる得マガジン アナウンサーが教える 話し方上達法（NHK教育テレビ、ナレーション）
- わんにゃん茶館（NHK BS2：2009年5月21日放送、ゲスト）
- 玉ニュータウン（テレビ埼玉：2009年11月5日放送、シェイリー）
- 2.5次元てれび（インターネットテレビtimewarp：2013年8月8日配信、第28回ゲスト、ももちの声優やるってよ、ナレーション）

### ラジオ
- 広井王子のマルチ天国（文化放送：1997年 - 2000年3月）
- 広井王子のマルチ天丼（文化放送：2000年4月 - 2003年3月）
- 超機動放送アニゲマスター（文化放送ほか：1998年4月6日 - 2004年3月27日）
- 三石琴乃のエーベルージュ伝説（文化放送ほか：1997年4月10日 - 1998年4月2日）
- 三石琴乃◎エーベルナイツ（文化放送ほか：1998年4月12日 - 10月4日）
- 三石琴乃◎エーベルナイツII（文化放送ほか：1998年10月11日 - 1999年6月27日）
- 明・めぐみのドリーム・ドリーム・パーティ（文化放送：1999年10月10日 - 2013年3月31日）
- 週刊レディオSEED（ラジオ大阪・文化放送：2002年1月5日 - 2004年9月26日）
- ATLUS presents めぐみゅうの神楽坂ハッピーチューナー（文化放送ほか：2004年3月31日 - 2005年3月23日）
- インターネットラジオ 爆天ラジオ（音泉：2004年6月3日 - 9月30日）
- マグナカルタRadio（文化放送：2004年10月3日 - 12月26日）
- アニプレックスアワー ハガレン放送局（ラジオ大阪、文化放送：2004年10月度パーソナリティ）
- いちご100% Sweet Café（文化放送：2005年4月3日 - 10月2日）
- XBOX360presents do!do!do!東京ゲームショウ（ラジオ関西：2006年9月17日 - 10月1日 全4回）
- ラジオ・バンブーブレード〜文武両道!（音泉：2007年10月22日 - 2008年4月21日）
- ブラスミラジオ とよとよ!（超!A&G+：2009年9月5日 - 12月26日）
- 豊口めぐみと野坂実の東京ジャンケンラヂヲ（らじこん：2012年10月4日 - 2013年6月13日）

### デジタルコミック
- コミドラ ひまわりさん（ひまわりさん）
- VOMIC めだかボックス（黒神めだか）
- BeeTV コスプレ☆アニマル（南リカ）
- BeeTV ユニコ（ビーナス）
- BeeTV GTO（相沢雅）
- ENSOKU テンプリズム（ニキ・メノン）

### CD

#### ドラマCD
- SUPER VOICE WORLD TRACKS（2001年、メリル）
- アキカン!（木崎愛鈴）
- あそびにいくヨ! 1 - 4（金武城真奈美）
- アラバーナの海賊たち 幕開けは嵐とともに（ジャリス）
- いちご100%（西野つかさ）
- イノセント・ヴィーナス（ヴィクロー）
- ウィザーズハーモニーR〜ヴォーカル&ショートドラマ〜（ラディ・セレナ）
- L/R-L SIDE- Down by Row（クレア・ペニーレイン）
- L/R-R SIDE- Jack in the Box（クレア・ペニーレイン）
- Otasasa TV DISK 1・2
- 解決!オサバキーナ（花崎あぶみ）
- 火星物語スペシャルコレクション'96秋
- 風の聖痕 Ignition 遊園地にいこう!（神凪綾乃）※Dragon Magazin増刊2005年ファンタジアバトルロイヤルWINTER付録
- 神to戦国生徒会〜ラブラブ・チェイン大集合!〜（天田秀光）
- 仮面のメイドガイ（フブキ）
- ガンパレード・オーケストラ〜白の章〜 Vol.1・2（石田咲良）
- Grand Stage（昴涼夜[190]）
- ドラマCD グローランサー（ティピ）
- ゲーマーズヘヴン!（南条李緒）
- 絢爛舞踏祭 オリジナルドラマ3 慈愛号DISC（コムラ・イイコ）
- 幸福喫茶3丁目（山崎蜜香）
- THE IDOLM@STER DRAMA CD NEW STAGE 01（杜若薫）
- さくら荘のペットな彼女 -椎名ましろのはじめてお世話-（千石千尋）
- さくら荘のペットな彼女 ドラマCD 1 - 3（千石千尋）
- シャイニング・フォース イクサ ドラマCD（リームシアン・ラ・ヴァース）
- 私立彩陵高校超能力部（ヨイチ・ミコト）
- NHKアニメーション「心霊探偵 八雲」ドラマCD「死者からの伝言」（土方真琴）
- STELLA DEUS Another Legend（アドニス）
- 聖石傳説異聞 霹靂双星伝 上・下巻（花非花）
- その向こうの向こう側（ロゼット）※コミック第2巻初回限定版付録
- チェックメイト（ナッツの母）
- ちょこッとSister（足来真琴）
- ちょっとかわいいアイアンメイデン（木村美奈子）
- ちょびっツ Chapter.1〜5 （大村裕美）
- D・N・ANGEL WINKシリーズ（ウィズ）
- デュアル!ぱられルンルン物語 サウンドトラック（羅螺みつき）
- トゥルーラブストーリー3（工藤翼子）
- ときめきメモリアル OnlyLove キャラクターシングル Vol.2 春日つかさ（大珠裕美）
- トリフェルズ魔法学園物語〜エーベル騎士団編〜 Vol.1 - 3（女団員、ペンギン）
- .hack//Roots Sound Form 1,2（タビー）
- 初恋予報 ドラマCD (I.D) （九条 珠恵）
- 鋼の錬金術師 霧のオグターレ前編（ウィンリィ・ロックベル）※『月刊少年ガンガン』2004年4月号付録
- 鋼の錬金術師 霧のオグターレ後編（ウィンリィ・ロックベル）※『月刊少年ガンガン』2004年5月号付録
- バディパーティー（チハヤ）
- はやて×ブレード Vol.1 - 3（久我順）
- はやて×ブレード はやて・綾那のさわやかセクシーナイト（久我順）※『電撃大王』2006年3月号付録
- 遙かなる時空の中で〜八葉みさと異聞〜（鳥の姫）
- AUDIO DRAMA VANDREAD（パルフェ）
- バンブーブレード 紅盤 / 白盤（千葉紀梨乃）
- 美女が野獣（黒川操）※月刊LaLa全員サービス
- ひなたの狼〜新選組綺談〜（君菊）
- 秘密のクラブへようこそ!（波多野絢乃）
- ファイブ Act.1 - 4（麻生ひな）
- ファイブスペシャルバージョン（麻生ひな）※『別冊マーガレット』2006年4月号付録
- Fate/Grand Order First Take（オルガマリー・アースミレイト・アニムスフィア[191]）
- Fate/Zero（ソラウ・ヌァザレ・ソフィアリ）
- BLACK CAT3（ミナツキ サヤ）
- プリンセスVer.1（宝城茉莉乃）※『ちゃお』2003年9月号付録
- フルーツバスケット（皆川素子）※『花とゆめ』2005年4号付録
- フルメタル・パニック!（常盤恭子）※月刊ドラゴンマガジン全員サービス
- ペルソナ3（岳羽ゆかり）
- ペルソナ3 ポータブル（岳羽ゆかり）
- 方言恋愛 第4巻 第8話長野県
- 星くず英雄伝（ジリオラ・ソードマン[192]）
- Myself ; Yourself 〜Audio Drama CD〜（藤村柚希）
- 舞姫恋風伝〜廃城の反乱〜（張佳葉）※小説初回限定特装版付属
- 舞姫恋風伝〜花片小話〜（張佳葉）※小説初回限定特装版付属
- マグナカルタ（ジャスティーナ・ボン）
- マクロスF 娘ドラ◎（クラン・クラン）
- 魔導師は平凡を望む 〜愛しき日々をイルフェナで〜（香坂御月 / ミヅキ）
- まほらば 旅だ、事件だ、まほらばだ!!（桃乃恵）
- マリア様がみてるシリーズ（佐藤聖）
- 無限のリヴァイアスSound Edition（レイコ、ラン）
- メイドが教える魔王学! ドラマCD「魔王とメイドの秘宝探検」（先生[193]）
- CDドラマコレクションズ〜約束の絆〜（秋月静香）
- よろず屋東海道本舗2 心の糧（千鶴）
- RustBlaster/ラストブラスター（天草小太刀）
- R*L Radio theater〜8畳より愛を込めて〜1（三女のあざみ）
- R*L Radio theater〜8畳より愛を込めて〜2（三女のあざみ）
- ラブ・ベリッシュ!（宇都宮純子）※『りぼん』2005年12月号全員サービス
- リネージュII オーディオドラマCD 冒険はみちづれっ☆（ドール〈ダークファイター〉）
- Remember11-the age of infinity-（黛鈴）
- Ru/Li/Lu/Ra番外編 英雄様いらしゃ〜い（サイン・パスカル）
- REC Vol.1、2（吉岡）

#### ラジオ・トークCD
- あてな☆のバーンナップル∞ -SCRAMBLE TALK and MUSIC EDITION-
- いちご100% Sweet Cafe
- 声優ベストトークコレクション女性編〜キャラアニラジオステーションベスト〜
- DJCD 仮面のメイドガイ・強制ご奉仕ラジオ Vol.1,2（ゲスト）
- DJCD マリア様がみてる 2（ゲスト）
- 『爆天ラジオ』コレクターズCD 1〜4（爆裂天使 特別限定版DVDコレクターズセット BOX特典）
- ラジオCD 彩雲国物語〜双剣の舞〜セカンドシリーズ 第三巻（ゲスト）
- RADIO DJCD ハガレン放送局 格の違いを見せてやる スペシャル!
- RADIO DJCD ハガレン放送局 TAKE 1（ゲスト）
- ラジオ・バンブーブレード〜文武両道! 出張編 タマちゃん、コジロー、キリノがアニメディアに道場破り!?CD
  - 『アニメディア』2008年4月号・5月号、『声優アニメディア』2008年4月号応募者全員サービス
- ラジオCD「戦国乙女〜ラジオパラドックス〜」（2011年10月28日）

### CM
- 第一パン（ナレーション・サウンドロゴ）
- スクウェア・エニックス ヤングガンガン TVCM（2007年 - 2008年 ※『バンブーブレード』放映期間中のみ）
- 積水ハウス（バーバララ[要出典]）
- ドミノピザ（ナレーション：2008年11月 - 継続中 ※ キッズステーションおよび『ポケモン☆サンデー』内のみ）
- ドリフトシティ・ブーストCMコンテスト（ボイス）
- ドラゴンクエストV 天空の花嫁（ニンテンドーDS版）
- 日本工学院専門学校（ナレーション）

### パチンコ・パチスロ
- 大都技研：「パイレーツワールド」（ミーナ[要出典]）
- 高尾：「パチンコCR閃乱カグラ」（春花[要出典]）
- 奥村遊機：「CR怪物くん デーモンの剣」（市川歌子）

### オーディオブック
- 永遠の0（2016年、佐伯慶子）
- ハーモニー（2019年、霧慧トァン）
- かがみの孤城（2019年、喜多嶋先生）

### その他コンテンツ
- WEBドラマ 私立彩陵高校・超能力部（ヨイチミコト）
- WEBTV m-serve style Vol.53（ゲスト）
- WEBラジオドラマ 仮面のメイドガイ（フブキ）
- エイ出版社（町田本）
- 少女コミックプレミアムビデオ P-クリップ ミルククラウン♥rs（立華乙冬）※『少女コミック』2003年14号応募者全員サービス
- スイートプリキュア♪ ミュージカルショー（黒川エレン / キュアビート）
- チャレンジ1年生でかっこいい1年生にへんしん! DVD（はてなようせい）
- チャレンジ6年生presentu6年バッチリスタートDVD 夢のチカラ キラキラマンガ家編（マユ）
- 東京ディズニーシー
  - ダッフィー&フレンズのスマイル&ファン（リーナ・ベル）
  - ダッフィー&フレンズのワンダフル・フレンドシップ（リーナ・ベル）
  - ディズニーシー・トランジットスチーマーライン（ケリー・クルーズ）
  - フェアリーズ・プリマヴェーラ（ロゼッタ）
- 東京ディズニーランド
  - イッツ・ア・スモールワールド（アナウンス）
  - スター・ツアーズ:ザ・アドベンチャーズ・コンティニュー（ナブーの部隊リーダー）
- 鋼の錬金術師 かるたの錬金術師（読み手：ウィンリィ・ロックベル）
- ハートキャッチプリキュア! ミュージカルショー（雪姫）
- ヒカリ デジタルコミック（幽霊少女）
- モンスターハンター3ルーキーズガイド特別付録DVD（サン）
- モンスターハンターポータブル3rdルーキーズガイド特別付録DVD（サン）
- 81プロデュース・日本工学院・豊島区　産学官連携企画 朗読劇「天上の虹」万葉集編（2025年9月28日、あうるすぽっと） - 額田王 役[194]

## ディスコグラフィ

### シングル
|     | 発売日        | タイトル       | 規格品番  |
| --- | ------------- | -------------- | --------- |
| 1st | 1998年2月25日 | 瞳を閉じないで | TYDY-2108 |

### キャラクターソング
- NHK BSどーもくんワールドソング

| 発売日   | 商品名                                                                              | 歌 | 楽曲                                                                         | 備考                                                                     |
| 1997年   | 1997年                                                                              | 1997年 | 1997年                                                                       | 1997年                                                                   |
| -------- | ----------------------------------------------------------------------------------- | --- | ---------------------------------------------------------------------------- | ------------------------------------------------------------------------ |
| 6月21日  | エーベルージュ伝説 Vol.5                                                            | 豊口めぐみ | 「エーベルージュ伝説〜総集編」                                               | ドラマCD『エーベルージュ伝説』テーマソング                               |
| 1998年   |                                                                                     | |                                                                              |                                                                          |
| 1月21日  | 火星物語 SONG COLLECTION ALBUM                                                      | セイラ（豊口めぐみ） | 「抱きしめて」                                                               | ゲーム『火星物語』関連曲                                                 |
| 8月26日  | トリフェルズ魔法学園物語〜エーベル騎士団篇〜 ミュージックコレクション               | 豊口めぐみ | 「with」 「今日が誕生日」 「君の歌」 「破れかけた地図」                      |                                                                          |
| 1999年   |                                                                                     | |                                                                              |                                                                          |
| 3月25日  | 北へ。                                                                              | Four Seasons | 「北へ。」                                                                   | ゲーム『北へ。White Illumination』メインテーマソング                     |
| 6月25日  | 北へ。WHITE ILLUMINATION PURE SONGS and PICTURES                                    | 里中梢（豊口めぐみ） | 「RG」                                                                       | ゲーム『北へ。White Illumination』関連曲                                 |
| 8月25日  | MOVE ON!                                                                            | Four Seasons | 「MOVE ON!」                                                                 | ゲーム『北へ。Photo Memories』メインテーマソング                         |
| 11月26日 | デュアル！ featuring MITSUKI                                                        | 真田三月（田中理恵）、羅螺みつき（豊口めぐみ） | 「Dual!」                                                                    | テレビアニメ『デュアル！ぱられルンルン物語』第14話エンディングテーマ     |
| 12月1日  | 北へ。クリスマスミニアルバム 愛しのスノーマン                                       | Four Seasons | 「愛しのスノーマン」 「」                                                    | ゲーム『北へ。White Illumination』関連曲                                 |
| 2000年   |                                                                                     | |                                                                              |                                                                          |
| 11月29日 | WOWOWアニメ「ヴァンドレッド」オープニング主題歌〜TRUST                              | かかずゆみ、浅川悠、折笠富美子、豊口めぐみ | 「いくとせはるか」                                                           | テレビアニメ『ヴァンドレッド』挿入歌                                     |
| 2001年   |                                                                                     | |                                                                              |                                                                          |
| 5月23日  | トゥルーラブストーリー3 オリジナルサウンドトラック                                  | 蒼月たかね（たかはし智秋）、佐伯梢（吉川由弥）、紺野遊季（野上ゆかな）、工藤翼子（豊口めぐみ）、かなめ（大谷育江）                                             | 「美空中学校校歌」                                                           | ゲーム『トゥルーラブストーリー3』エンディングテーマ                      |
| 7月25日  | SONGS OF GALS!                                                                      | 寿蘭（豊口めぐみ） | 「昼に見る夢」                                                               | テレビアニメ『超GALS!寿蘭』関連曲                                        |
| 9月29日  | 超GALS!寿蘭 オリジナルサウンドトラック                                              | 寿蘭（豊口めぐみ） | 「昼に見る夢（スペシャル・エディット）」                                     | テレビアニメ『超GALS!寿蘭』関連曲                                        |
| 10月26日 | JUSTICE                                                                             | メジェール・パイレーツ | 「SPACY SPICY LOVE」                                                         | OVA『ヴァンドレッド 胎動篇』オープニングテーマ                           |
| 11月30日 | ヴァンドレッド the second stage ボーカル&オリジナル・サウンドトラック               | メジェール・パイレーツ | 「SPACY SPICY LOVE（別バージョン？）」                                       |                                                                          |
| 11月7日  | トゥルーラブストーリー3 ボーカルコレクション                                        | 工藤翼子（豊口めぐみ） | 「まつりうち」                                                               | ゲーム『トゥルーラブストーリー3』関連曲                                  |
| 2002年   |                                                                                     | |                                                                              |                                                                          |
| 8月7日   | ちょびっツ キャラクターソング・コレクション                                         | 大村裕美（豊口めぐみ） | 「人間だから」                                                               | テレビアニメ『ちょびっツ』関連曲                                         |
| 10月25日 | ヴァンドレッド 激闘篇 DVD初回製造特典 ヴァンドレッド ヴォーカルコレクションアルバム | メジェール・パイレーツ | 「PROOF」                                                                    | OVA『ヴァンドレッド 激闘篇』エンディングテーマ                           |
| 2003年   |                                                                                     | |                                                                              |                                                                          |
| 7月16日  | FINAL FANTASY X-2 Vocal Collection PAINE                                            | パイネ（豊口めぐみ） | 「眠る想い…」 「Misty Eyed」                                                 | ゲーム『ファイナルファンタジーX-2』関連曲                                |
| 7月24日  | 宇宙学園ステルヴィア校 大歌謡祭                                                     | 町田初佳（豊口めぐみ） | 「Passion Navigation」                                                       | テレビアニメ『宇宙のステルヴィア』関連曲                                 |
| 2004年   |                                                                                     | |                                                                              |                                                                          |
| 2月4日   | 0 or ∞ -Love or Unlimited-                                                          | あてな☆ | 「0 or ∞ -Love or Unlimited-」                                               | テレビアニメ『BURN-UP SCRAMBLE』エンディングテーマ                       |
| 3月3日   | 恋はバーリ・トゥード                                                                | 甲子園利緒（豊口めぐみ） | 「恋はバーリ・トゥード」 「0 or ∞ -Love or Unlimited-（Megu solo edition）」 | テレビアニメ『BURN-UP SCRAMBLE』関連曲                                   |
| 6月2日   | Remember11 プロフェシーコレクションVOL.3 黛鈴                                       | 黛鈴（豊口めぐみ） | 「Proud of Alive」                                                           | ゲーム『Remember11』関連曲                                               |
| 8月21日  | 爆裂天使 SUIT CD“裂”Meg-15                                                          | メグ（豊口めぐみ） | 「First love」                                                               | テレビアニメ『爆裂天使』関連曲                                           |
| 8月25日  | 解決！オサバキーナ オリジナルサントラアルバム                                       | 花崎あぶみ（豊口めぐみ） | 「愛しのジョッキー」 「ラブジャッジメント」                                  | ゲーム『解決！オサバキーナ』関連曲                                       |
| 2005年   |                                                                                     | |                                                                              |                                                                          |
| 1月26日  | 君色100%                                                                            | 東城綾（能登麻美子）、北大路さつき（小林沙苗）、西野つかさ（豊口めぐみ）、南戸唯（水樹奈々）                                                                   | 「君色100%」                                                                 | OVA『いちご100%』オープニングテーマ                                      |
| 5月18日  | グローランサーIV オリジナル・キャラクターソング・アルバム                           | ユニ（かかずゆみ）、ピティ（豊口めぐみ）、レミィ（金田朋子）                                                                                                   | 「決めてね！Darlin'☆」                                                       | ゲーム『グローランサーIV』関連曲                                         |
| 5月18日  | グローランサーIV オリジナル・キャラクターソング・アルバム                           | ピティ（豊口めぐみ） | 「最高のラストシーン」                                                       | ゲーム『グローランサーIV』関連曲                                         |
| 6月22日  | いちご100% キャラクターファイル2 西野つかさ                                         | 西野つかさ（豊口めぐみ） | 「大逆転Kiss」                                                               | OVA『いちご100% -桜海学園エクソダス編-』エンディングテーマ               |
| 6月22日  | いちご100% キャラクターファイル2 西野つかさ                                         | 西野つかさ（豊口めぐみ） | 「Perfect Rainbow」                                                          | OVA『いちご100%』関連曲                                                  |
| 6月22日  | 鋼の錬金術師 HAGAREN SONG FILE -WINRY ROCKBELL-                                     | ウィンリィ・ロックベル（豊口めぐみ） | 「BOY FRIENDS!」 「銀時計」                                                  | テレビアニメ『鋼の錬金術師』関連曲                                       |
| 6月22日  | 鋼の錬金術師 HAGAREN SONG FILE -WINRY ROCKBELL-                                     | ウィンリィ・ロックベル（豊口めぐみ）、シェスカ（若林直美） | 「恋愛参考書〜Love reference book〜」                                        | テレビアニメ『鋼の錬金術師』関連曲                                       |
| 9月22日  | マリア様がみてる〜春〜 イメージアルバムvol.3 白薔薇編                               | 藤堂志摩子（能登麻美子）、佐藤聖（豊口めぐみ）、二条乃梨子（清水香里）                                                                                         | 「片手だけつないで」 「翼」                                                  | テレビアニメ『マリア様がみてる〜春〜』関連曲                             |
| 10月19日 | 鋼の錬金術師 RADIO DJCD ハガレン放送局 TAKE 4                                       | ウィンリィ・ロックベル（豊口めぐみ） | 「BOY FRIENDS! -Honey Love Version-」                                        | テレビアニメ『鋼の錬金術師』関連曲                                       |
| 12月21日 | 鋼の錬金術師 HAGAREN SONG FILE -BEST COMPILATION-                                   | エドワード・エルリック（朴璐美）、ロイ・マスタング（大川透）、アルフォンス・エルリック（釘宮理恵）、ウィンリィ・ロックベル（豊口めぐみ）、シェスカ（若林直美） | 「LAST MEETINGS」 「Good!」                                                  | テレビアニメ『鋼の錬金術師』関連曲                                       |
| 2006年   |                                                                                     | |                                                                              |                                                                          |
| 1月25日  | 機動戦士ガンダムSEED DESTINY SUIT CD vol.9 ATHRUN ZALA×∞JUSTICEGUNDAM               | ミリアリア・ハウ（豊口めぐみ）、メイリン・ホーク（折笠富美子）                                                                                                 | 「Please」                                                                   | テレビアニメ『機動戦士ガンダムSEED DESTINY』関連曲                       |
| 3月15日  | BLACK CAT Original Soundtrack Nikukyu                                               | ミナツキサヤ（豊口めぐみ） | 「この世の歌」                                                               | テレビアニメ『BLACK CAT』挿入歌                                          |
| 2007年   |                                                                                     | |                                                                              |                                                                          |
| 9月27日  | CLAYMORE INTIMATE PERSONA 〜キャラクターソング集〜                                  | ソフィア（豊口めぐみ） | 「永遠」                                                                     | テレビアニメ『CLAYMORE』関連曲                                           |
| 11月28日 | BAMBOO BEAT/STAR RISE                                                               | 川添珠姫（広橋涼）、千葉紀梨乃（豊口めぐみ）、桑原鞘子（小島幸子）、宮崎都（桑島法子）、東聡莉（佐藤利奈）                                                     | 「BAMBOO BEAT」                                                              | テレビアニメ『バンブーブレード』オープニングテーマ                       |
| 11月28日 | BAMBOO BEAT/STAR RISE                                                               | 川添珠姫（広橋涼）、千葉紀梨乃（豊口めぐみ）、桑原鞘子（小島幸子）、宮崎都（桑島法子）、東聡莉（佐藤利奈）                                                     | 「STAR RISE」                                                                | テレビアニメ『バンブーブレード』エンディングテーマ                       |
| 12月7日  | Myself;Yourself キャラクターソング06 藤村柚希                                       | 藤村柚希（豊口めぐみ） | 「未来観測」                                                                 | テレビアニメ『Myself ; Yourself』関連曲                                  |
| 2008年   |                                                                                     | |                                                                              |                                                                          |
| 3月26日  | バンブーブレード O.S.T.2                                                            | 千葉紀梨乃（豊口めぐみ） | 「FOR YOUR SHINE」                                                           | テレビアニメ『バンブーブレード』挿入歌                                   |
| 5月21日  | 戦場のヴァルキュリア オリジナル・サウンドトラック                                   | ロージー（豊口めぐみ） | 「受け継がれる想い」                                                         | ゲーム『戦場のヴァルキュリア』関連曲                                     |
| 9月24日  | 仮面のメイドガイ キャラクターソング3 フブキ                                         | フブキ（豊口めぐみ） | 「切なさはBlizzard」                                                         | テレビアニメ『仮面のメイドガイ』関連曲                                   |
| 9月24日  | 仮面のメイドガイ キャラクターソング3 フブキ                                         | コガラシ（小山力也）、フブキ（豊口めぐみ） | 「ご奉仕フォーメーション」                                                   | テレビアニメ『仮面のメイドガイ』関連曲                                   |
| 11月26日 | ハイタッチ！/あしたはきっと                                                         | サトシ（松本梨香）、ヒカリ（豊口めぐみ） | 「ハイタッチ！」                                                             | テレビアニメ『ポケットモンスター ダイヤモンド&パール』オープニングテーマ |
| 2009年   |                                                                                     | |                                                                              |                                                                          |
| 9月25日  | Princess Diva!                                                                      | シルヴィア＝ファン・ホッセン（豊口めぐみ） | 「friendship」                                                               | テレビアニメ『プリンセスラバー！』関連曲                                 |
| 12月16日 | ドッチ〜ニョ?                                                                       | ヒカリ（豊口めぐみ） | 「あしたはきっと NEWアレンジバージョン」                                     | テレビアニメ『ポケットモンスター ダイヤモンド&パール』関連曲             |
| 2010年   |                                                                                     | |                                                                              |                                                                          |
| 2月24日  | サイコー・エブリデイ！                                                              | ヒカリ（豊口めぐみ） | 「君のそばで〜ヒカリのテーマ〜 New Arrange Ver.」                            | テレビアニメ『ポケットモンスター ダイヤモンド&パール』関連曲             |
| 11月24日 | cosmic cuune                                                                        | シェリル・ノーム starring May'n、ランカ・リー（中島愛）、frontier stars                                                                                        | 「Merry Christmas without You」                                              | 劇場版アニメ『劇場版 マクロスF 恋離飛翼〜サヨナラノツバサ〜』関連曲      |
| 2011年   |                                                                                     | |                                                                              |                                                                          |
| 5月18日  | SENGOKU GROOVE                                                                      | 豊臣ヒデヨシ（日高里菜）、織田ノブナガ（豊口めぐみ）、明智ミツヒデ（喜多村英梨）、伊達マサムネ（平田裕香）                                                     | 「SENGOKU GROOVE」                                                           | テレビアニメ『戦国乙女〜桃色パラドックス〜』関連曲                       |
| 6月15日  | 戦国乙女♥宴たけなわ                                                                 | 織田ノブナガ（豊口めぐみ） | 「青春武将」                                                                 | テレビアニメ『戦国乙女〜桃色パラドックス〜』関連曲                       |
| 7月20日  | スイートプリキュア♪ ボーカルアルバム1 〜とどけ！ 愛と希望のシンフォニー〜           | 黒川エレン/キュアビート（豊口めぐみ） | 「Heart Beatは止まらない！」                                                 | テレビアニメ『スイートプリキュア♪』関連曲                                |
| 7月20日  | スイートプリキュア♪ ボーカルアルバム1 〜とどけ！ 愛と希望のシンフォニー〜           | キュアメロディ（小清水亜美）、キュアリズム（折笠富美子）、キュアビート（豊口めぐみ）                                                                           | 「約束のメロディ」                                                           | テレビアニメ『スイートプリキュア♪』関連曲                                |
| 11月30日 | スイートプリキュア♪ ボーカルアルバム2 〜こころをひとつに〜                          | キュアビート（豊口めぐみ） | 「BEAT LOVE」                                                                | テレビアニメ『スイートプリキュア♪』関連曲                                |
| 11月30日 | スイートプリキュア♪ ボーカルアルバム2 〜こころをひとつに〜                          | キュアメロディ（小清水亜美）、キュアリズム（折笠富美子）、キュアビート（豊口めぐみ）、キュアミューズ（大久保瑠美）                                             | 「夢の扉」                                                                   | テレビアニメ『スイートプリキュア♪』関連曲                                |
| 11月30日 | スイートプリキュア♪ ボーカルアルバム2 〜こころをひとつに〜                          | チーム スイートプリキュア♪ | 「ONE〜こころをひとつに〜」                                                  | テレビアニメ『スイートプリキュア♪』関連曲                                |
| 2013年   |                                                                                     | |                                                                              |                                                                          |
| 2月13日  | Fighting Dreamer/闇夜は乙女を花にする                                               | 焔（喜多村英梨）、詠（茅野愛衣）、日影（白石涼子）、未来（後藤沙緒里）、春花（豊口めぐみ）                                                                     | 「闇夜は乙女を花にする」                                                     | テレビアニメ『閃乱カグラ』エンディングテーマ                             |
| 2014年   |                                                                                     | |                                                                              |                                                                          |
| 11月19日 | レディGO ハシャGO だいしゅーGO! たまごっち！                                        | ゆめみっち（福圓美里）、キラリっち（豊口めぐみ） | 「キラキラ☆ドリーム」                                                        | テレビアニメ『たまごっち！ 〜ゆめキラドリーム〜』挿入歌                  |
| 11月19日 | レディGO ハシャGO だいしゅーGO! たまごっち！                                        | キラキラガールズ | 「ロックン・ハート！」                                                       | テレビアニメ『たまごっち！ 〜ゆめキラドリーム〜』オープニングテーマ      |
| 11月19日 | レディGO ハシャGO だいしゅーGO! たまごっち！                                        | ラブリン（真堂圭）、ゆめみっち（福圓美里）、キラリっち（豊口めぐみ）                                                                                           | 「ハッピーハッピーハーモニー(スペシャルバージョン) 」                        | テレビアニメ『GO-GO たまごっち！』挿入歌                                 |
| 2015年   |                                                                                     | |                                                                              |                                                                          |
| 2月27日  | グラン・ステージ 第2幕 昴涼夜                                                       | 昴涼夜（豊口めぐみ） | 「CRIME OF LOVE」                                                            | ドラマCD『グラン・ステージ』関連曲                                       |
| 5月29日  | グラン・ステージ 特別公演                                                           | 陽央あきと（緒方恵美）、昴涼夜（豊口めぐみ）、風宮絵琉（井上麻里奈）、美波琥珀（喜多村英梨）、蘇皇唯（斎賀みつき）                                             | 「夢 on stage〜グランステージのテーマ〜」                                    | ドラマCD『グラン・ステージ』関連曲                                       |
| 2016年   |                                                                                     | |                                                                              |                                                                          |
| 4月29日  | グラン・ステージ 大運動会 ドラマCD                                                  | 陽央あきと（緒方恵美）、昴涼夜（豊口めぐみ）、風宮絵琉（井上麻里奈）、美波琥珀（喜多村英梨）、蘇皇唯（斎賀みつき）                                             | 「飛翔〜WE CAN FLY〜」                                                       | ドラマCD『グラン・ステージ』関連曲                                       |
| 2018年   |                                                                                     | |                                                                              |                                                                          |
| 2月3日   | 弾丸主義                                                                            | 江ノ島盾子（豊口めぐみ） | 「Hope or Despair」                                                          | ゲーム『ダンガンロンパ 希望の学園と絶望の高校生』関連曲                  |
| 2021年   |                                                                                     | |                                                                              |                                                                          |
| 5月26日  | カモナ・テンペスト！/おやすみオレンジ                                               | リムル（岡咲美保）、大賢者（豊口めぐみ）、 ヴェルドラ（前野智昭）、シュナ（千本木彩花）、シオン（M・A・O）、 ランガ（小林親弘）、ゴブタ（泊明日菜）            | 「カモナ・テンペスト！」                                                     | テレビアニメ『転生したらスライムだった件 転スラ日記』エンディングテーマ  |

### その他参加楽曲
| 発売日        | 商品名                                                          | 歌                                             | 楽曲 | 備考                                                    |
| ------------- | --------------------------------------------------------------- | ---------------------------------------------- | --- | ------------------------------------------------------- |
| 1999年7月5日  | DREAM AGAIN                                                     | おたっきい佐々木、豊口めぐみ、榎本温子         | 「DREAM AGAIN」 | ラジオ『超機動放送アニゲマスター』オープニングテーマ    |
| 1999年7月5日  | DREAM AGAIN                                                     | 豊口めぐみ、榎本温子                           | 「恋は…(?)リズムとタイみんぐ」 | ラジオ『超機動放送アニゲマスター』エンディングテーマ    |
| 1999年6月19日 | NHK 天才てれびくんワイド うたの詰め合わせ                       | くまいもとこ、津久井教生、池澤春菜、豊口めぐみ | 「S・O・S（ショートバージョン）」 | テレビアニメ『アリスSOS』オープニングテーマ             |
| 1999年6月19日 | NHK 天才てれびくんワイド うたの詰め合わせ                       | 池澤春菜、豊口めぐみ                           | 「S・O・S（ロングバージョン） | テレビアニメ『アリスSOS』オープニングテーマ             |
| 2000年2月2日  | サヨナラのかわりに                                              | おはぐみ                                       | 「サヨナラのかわりに」 | テレビ番組『おはスタ』挿入歌                            |
| 2000年2月10日 | dream power-翼なき者たちへ-                                     | A・G・A・S                                     | 「dream power-翼なき者たちへ-」 | 文化放送A&Gゾーンイメージソング                         |
| 2001年1月10日 | WONDERFUL TIME!                                                 | 池澤春菜、豊口めぐみ、柚木涼香                 | 「WONDERFUL TIME!」 | テレビ番組『金曜アニメ館』テーマソング                  |
| 2001年1月10日 | WONDERFUL TIME!                                                 | 池澤春菜、豊口めぐみ、柚木涼香                 | 「WONDERFUL TIME!（AMBIENT MIX）」 「WONDERFUL TIME!（TV MIX）」 | テレビ番組『金曜アニメ館』関連曲                        |
| 2004年2月18日 | NHK ひとりでできるもん！どきドキキッチン〜グッディ モーニング〜 | 豊口めぐみ、キラリンガールズ                   | 「グッディ モーニング」 | テレビ番組『ひとりでできるもん!どきドキキッチン』関連曲 |
| 2004年7月7日  | 不思議Tokyoシンデレラ                                           | 渡辺明乃×豊口めぐみ×高橋美佳子×田中理恵        | 「不思議Tokyoシンデレラ」 「太陽を抱きしめろ」 | テレビアニメ『爆裂天使』イメージソング                  |
| 2012年2月8日  | 新・百歌声爛II 女性声優編                                       | 豊口めぐみ                                     | 「タッチ」〜 「ワイワイワールド」〜 「ラムのラブソング」〜 「ひみつのアッコちゃん」〜 「薔薇は美しく散る」〜 「見知らぬ国のトリッパー」〜 「キャンディ・キャンディ」〜 「魔女っ子メグちゃん」〜 「キューティーハニー」〜 「CAT'S EYE」 |                                                         |